# 圖斯塔利河
圖斯塔利河（烏克蘭語：Тусталь），是烏克蘭的河流，位於該國西南部，流經文尼察州，屬於斯盧奇河的右支流，發源自亞斯諾吉爾卡以東，河口處在卡姆亞涅-斯盧昌西克西北面，河道全長27公里，流域面積111平方公里。